# Gracias (Honduras)
Gracias est une ville du Honduras, située dans le département de Lempira.

## Personnalités
- Yolani Batres (1967-), femme politique, ministre.